# Гарибджанян, Людвиг Папикович
Лю́двиг Па́пикович Гарибджаня́н (арм. Լյուդվիգ Ղարիբջանյան, (24 августа 1922, Ереван — 13 декабря 2011, Ереван) — армянский советский политический, общественный и государственный деятель.

## Биография
- 1930—1940 — средняя школа им. М. Горького.
- 1940—1945 — исторический факультет Ереванского государственного университета. В 1951 окончил аспирантуру того же университета.
- 1960 — защитил кандидатскую диссертацию, имеет звание доцента.
- С 1943 — член КПСС.
- 1942—1944 — работал председателем профкома Ереванского государственного университета.
- 1944—1951 — был секретарём комитета комсомола Ереванского медицинского института, первым секретарём Кировского райкома[где?] и Ереванского горкома ЛКСМ Армянской ССР.
- 1951—1954 — работал секретарём парткома университета, секретарём Ереванского горкома партии, инструктором и ответственным организатором ЦК КПА Армении.
- 1954—1957 — первый секретарь Спандарянского райкома КП Армении.
- 1957—1961 — вновь был избран секретарём парткома Ереванского государственного университета.
- 1961—1966 — работал вторым секретарём, а с февраля 1966 по май 1975 — первым секретарём Ереванского горкома КП Армении.
- 1975—1989 — был министром высшего и среднего специального образования Армянской ССР.
- С 1946 — по совместительству работал лаборантом, ассистентом, старшим преподавателем и доцентом на кафедрах марксизма, ленинзма и истории КПСС медицинского института и ЕГУ.
- 1982 — избран исполняющим обязанности профессора кафедры истории КПСС.

### Политическая работа
- 1954—1958 — был кандидатом в члены ЦК КП Армении.
- 1966—1976 — был членом бюро ЦК КП Армении, депутатом Верховного совета СССР (с 1966 по 1979).

## Награды
- Награждён четырьмя орденами Трудового Красного Знамени (в том числе 28.10.1948), орденом Дружбы народов (20.08.1986), медалями и почётными грамотами Верховного совета Армянской ССР и ЦК ВЛКСМ.